# W.H. Auden
Wystan Hugh Auden (21 de febrer de 1907 - 29 de setembre de 1973) fou un poeta, escriptor i dramaturg anglès que va exercir una gran influència en el segle xx. Va ser majoritàriament conegut per la seva habilitat camaleònica per escriure poesia amb qualsevol tipus de versos. A més a més, tots els viatges que va dur a terme al llarg de la seva vida van influir notablement en les seves poesies. El 1948 va rebre el Premi Pulitzer.
El 1937, va viatjar a Espanya per conduir-hi una ambulància i, d'aquesta manera, ajudar la República en la Guerra Civil espanyola; però es posà a treballar en l'oficina de premsa i propaganda, una feina que deixà, fastiguejat per les intrigues, i anà al front com a portalliteres. La seva estada a Espanya durant set setmanes l'afectà profundament. L'any 1939 va traslladar-se als Estats Units, on va desenvolupar la major part de la seva obra crítica.

## Biografia

### Infància i joventut (1907-1928)

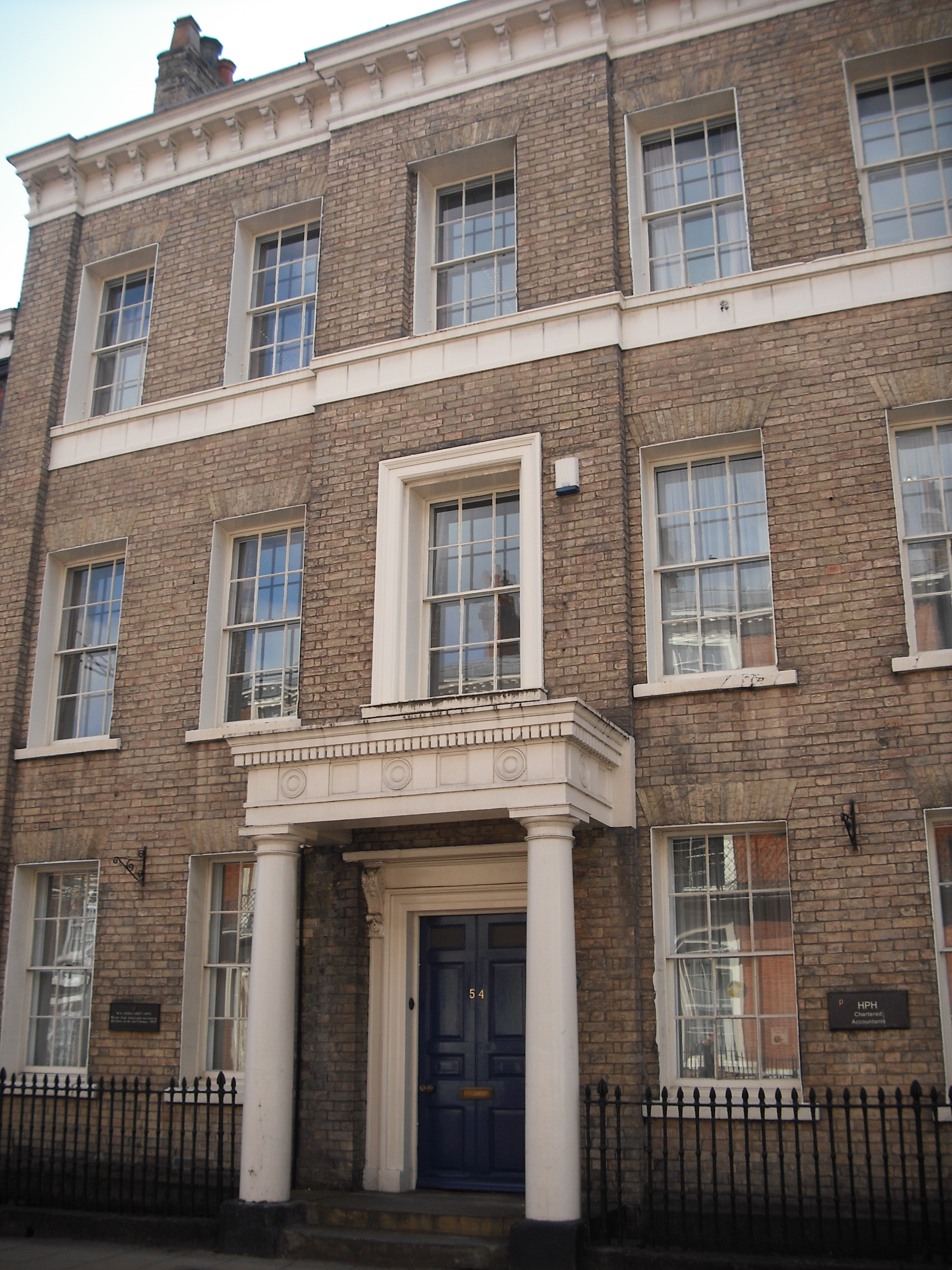
Lloc de naixement d'Auden a York

Auden va néixer a York, Anglaterra, el 21 de febrer de 1907. El seu pare, George Augustus Auden (1872–1957), un físic amb un extens coneixement sobre mitologia i folklore, i la seva mare, Constance Rosalie Auden (de soltera Bicknell; 1869–1941), que s'havia format (però mai va servir) com a infermera missionera, era una estricta anglicana, i van exercir una forta influència en la poesia d'Auden.
Era el tercer de tres fills; el més gran, George Bernard Auden (1900–1978), va ser granger, mentre que el segon, John Bicknell Auden (1903–1991), va ser geòleg. Els Auden eren una noblesa menor amb una forta tradició clerical, originàriament de Rowley Regis, més tard de Horninglow, Staffordshire.
Auden, l'avi del qual eren tots dos clergues de l'Església d'Anglaterra, va créixer en una llar anglo-catòlica que seguia una forma alta d’anglicanisme, amb doctrina i rituals semblants als del catolicisme. Va rastrejar el seu amor per la música i la llengua en part als serveis de l'església de la seva infantesa. Creia que era d'ascendència islandesa, i la seva fascinació de tota la vida per les llegendes islandeses i les sagues del nòrdic antic és evident a la seva obra.
La seva família es va traslladar a Homer Road a Solihull, prop de Birmingham, el 1908, on el seu pare havia estat nomenat oficial mèdic de l'escola i professor (més tard professor) de salut pública. Allà va anar al Christ Church College d'Oxfordshire. Els interessos psicoanalítics de tota la vida d'Auden van començar a la biblioteca del seu pare. A partir dels vuit anys va anar als internats, tornant a casa de vacances. Les seves visites al paisatge de Penins i la seva indústria minera de plom en declivi figuren en molts dels seus poemes; el remot poble miner en decadència de Rookhope era per a ell un paisatge sagrat, evocat en un poema tardà, Amor Loci. Al Christ Church College va destacar en el camp de ciències i enginyeria i va rebre una beca per estudiar a la Universitat d'Oxford. No obstant això, allà va conèixer la poesia de Thomas Hardy, Robert Frost, William Blake, Emily Dickinson, entre d'altres i va veure que la literatura era la seva autèntica vocació. Així doncs, va canviar la seva orientació cap a l'estudi de la llengua i la literatura anglesa. Fins als quinze anys esperava ser enginyer de mines, però la seva passió per les paraules ja havia començat. Més tard va escriure: Les paraules m'emocionen tant que una història pornogràfica, per exemple, m'excita sexualment més del que pot fer una persona viva.

### Educació

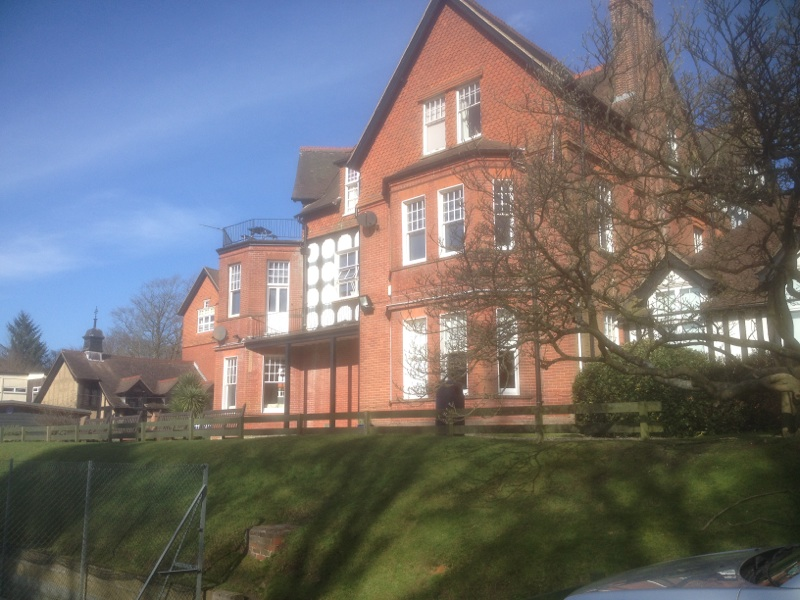
Auden's School a Hindhead a Surrey

Auden va anar a l'escola St Edmund's, Hindhead, Surrey, on va conèixer Christopher Isherwood, més tard famós com a novel·lista. Als tretze anys va anar a la Gresham's School a Holt, Norfolk; allà, el 1922, quan el seu amic Robert Medley li va preguntar si escrivia poesia, Auden es va adonar per primera vegada que la seva vocació era ser poeta. Poc després, va descobrir que havia perdut la fe (a través d'una constatació gradual que havia perdut l'interès per la religió, no a través d'un canvi decisiu d'opinions). A les produccions escolars de Shakespeare, va interpretar a Katherina a The Taming of the Shrew el 1922, i Caliban a The Tempest el 1925, el seu últim any a Gresham's. Un repàs de la seva actuació com a Katherina va assenyalar que, malgrat una mala perruca, havia estat capaç de infondre una dignitat considerable als seus esclats apassionats.
Els seus primers poemes publicats van aparèixer a la revista escolar l'any 1923. Auden va escriure més tard un capítol sobre Gresham per a The Old School: Essays by Divers Hands de Graham Greene (1934).
El 1925 va pujar a Christ Church, Oxford, amb una beca en biologia; va canviar a l'anglès al seu segon any i es va introduir a la poesia en anglès antic a través de les conferències de JRR Tolkien. Els amics que va conèixer Oxford són Cecil Day-Lewis, Louis MacNeice i Stephen Spender; aquests quatre eren comunament identificats, encara que de manera enganyosa, a la dècada del 1930 com el  Grup Auden  per les seves opinions d'esquerra compartides (però no idèntiques). Auden va deixar Oxford el 1928 amb un títol de tercera classe.
Auden va ser reintroduït a Christopher Isherwood el 1925 pel seu company d'estudis AST Fisher. Durant els anys següents, Auden va enviar poemes a Isherwood per a comentaris i crítiques; els dos van mantenir una amistat sexual en intervals entre les seves relacions amb els altres. El 1935–39 van col·laborar en tres obres de teatre i un llibre de viatges.
Des dels seus anys a Oxford, els amics d'Auden el van descriure uniformement com a divertit, extravagant, simpàtic, generós i, en part per la seva pròpia elecció, solitari. En grups sovint era dogmàtic i prepotent d'una manera còmica; en entorns més privats era tímid i tímid, excepte quan estava segur de la seva benvinguda. Va ser puntual en els seus hàbits i obsessiu per complir els terminis, mentre escollia viure enmig del desordre físic.

### Gran Bretanya i Europa, 1928–1938
A finals de 1928, Auden va abandonar la Gran Bretanya durant nou mesos, anant a Berlín, potser en part per fugir de la repressivitat anglesa. A Berlín, va experimentar per primera vegada el malestar polític i econòmic que es va convertir en un dels seus subjectes centrals. Al voltant de la mateixa època, Stephen Spender va imprimir en privat un petit fullet dels Poemes d'Auden en una edició d'uns 45 exemplars, distribuïts entre els amics i familiars d'Auden i Spender; aquesta edició se sol anomenar Poems [1928] per evitar confusions amb el volum d'Auden publicat comercialment el 1930.
En tornar a Gran Bretanya el 1929 va treballar breument com a tutor. El 1930, el seu primer llibre publicat, Poems (1930), va ser acceptat per TS Eliot per a Faber i Faber, i la mateixa firma va continuar sent l'editor britànic de tots els llibres que va publicar després. El 1930, va començar cinc anys com a mestre d'escola a escoles de nois: dos anys a la Larchfield Academy a Helensburgh, Escòcia, després tres anys a la Downs School de Malvern Hills, on va ser un professor molt estimat. Als Downs, el juny de 1933, va experimentar el que més tard va descriure com una Visió d’Àgape, mentre estava assegut amb tres companys professors de l'escola, quan de sobte va descobrir que els estimava per ells mateixos, que la seva existència tenia un valor infinit per a ells. ell; aquesta experiència, va dir, va influir més tard en la seva decisió de tornar a l'Església Anglicana el 1940.
Durant aquests anys, els interessos eròtics d'Auden es van centrar, com va dir més tard, en un Alter Ego idealitzat més que en persones individuals. Les seves relacions (i els seus festeigs infructuosos) acostumaven a ser desiguals en edat o intel·ligència; les seves relacions sexuals van ser transitòries, encara que algunes van evolucionar cap a llargues amistats. Va contrastar aquestes relacions amb el que més tard va considerar com el matrimoni (la seva paraula) d'iguals que va començar amb Chester Kallman el 1939, basat en la individualitat única d'ambdós socis.
El 1935 Auden es va casar amb Erika Mann (1905–1969), la novel·lista lesbiana filla de Thomas Mann quan es va fer evident que els nazis tenien la intenció de desposseir-la de la seva ciutadania alemanya. Mann havia demanat a Christopher Isherwood si es casaria amb ella perquè esdevingués ciutadana britànica. Ell va rebutjar, però li va suggerir que s'apropés a Auden, que va acceptar un matrimoni de conveniència. Mann i Auden mai van viure junts, però es van mantenir en bons termes durant tota la seva vida i encara estaven casats quan Mann va morir el 1969. Ella li va deixar un petit llegat en el seu testament. El 1936, Auden va presentar l'actriu Therese Giehse, l'amant de Mann, a l'escriptor John Hampson i ells també es van casar perquè Giehse pogués marxar d'Alemanya.
Des de 1935 fins que va deixar Gran Bretanya a principis de 1939, Auden va treballar com a revisor, assagista i conferenciant autònom, primer amb la GPO Film Unit, una branca de realització de documentals de l'oficina de correus, dirigida per John Grierson. A través del seu treball per a la Film Unit l'any 1935 va conèixer i col·laborar amb Benjamin Britten, amb qui també va treballar en obres de teatre, cicles de cançons i un llibret. Les obres d'Auden a la dècada del 1930 van ser representades pel Group Theatre, en produccions que va supervisar en diferents graus.
El seu treball reflectia ara la seva creença que qualsevol bon artista ha de ser més que un periodista periodista. El 1936, Auden va passar tres mesos a Islàndia on va reunir material per a un llibre de viatges Letters from Iceland (1937), escrit en col·laboració amb Louis MacNeice. El 1937 va marxar a Espanya amb la intenció de conduir una ambulància per a la República durant la Guerra Civil espanyola, però es va posar a treballar escrivint propaganda a l'oficina de premsa i propaganda republicana, on es va sentir inútil i va marxar al cap d'una setmana. Va tornar a Anglaterra després d'una breu visita al front de Sarineña. La seva visita de set setmanes a Espanya el va afectar profundament, i les seves opinions socials es van fer més complexes a mesura que trobava que les realitats polítiques eren més ambigües i preocupants del que s'havia imaginat. Un altre cop intentant combinar el reportatge i l'art, ell i Isherwood van passar sis mesos el 1938 visitant la Xina enmig de la guerra sino-japonesa, treballant en el seu llibre Journey to a War (1939). De tornada a Anglaterra es van quedar breument a Nova York i van decidir traslladar-se als Estats Units. Auden va passar a finals de 1938 en part a Anglaterra, en part a Brussel·les.
Molts dels poemes d'Auden durant la dècada del 1930 i després es van inspirar en l'amor no consumit, i als anys 50 va resumir la seva vida emocional en una famosa cobla: «Si no es pot tenir un afecte igual / Que el més amorós sigui jo (El més amorós»). Tenia un do per l'amistat i, a partir de finals dels anys trenta, un fort desig d'estabilitat del matrimoni; en una carta al seu amic James Stern va anomenar el matrimoni l'únic tema. Al llarg de la seva vida, Auden va realitzar actes benèfics, de vegades en públic, com en el seu matrimoni de conveniència de 1935 amb Erika Mann, però, sobretot en anys posteriors, més sovint en privat. Estava avergonyit si es revelaven públicament, com quan el seu regal a la seva amiga Dorothy Day pel moviment dels treballadors catòlics es va informar a la portada del The New York Times el 1956.

### Estats Units i Europa, 1939–1973

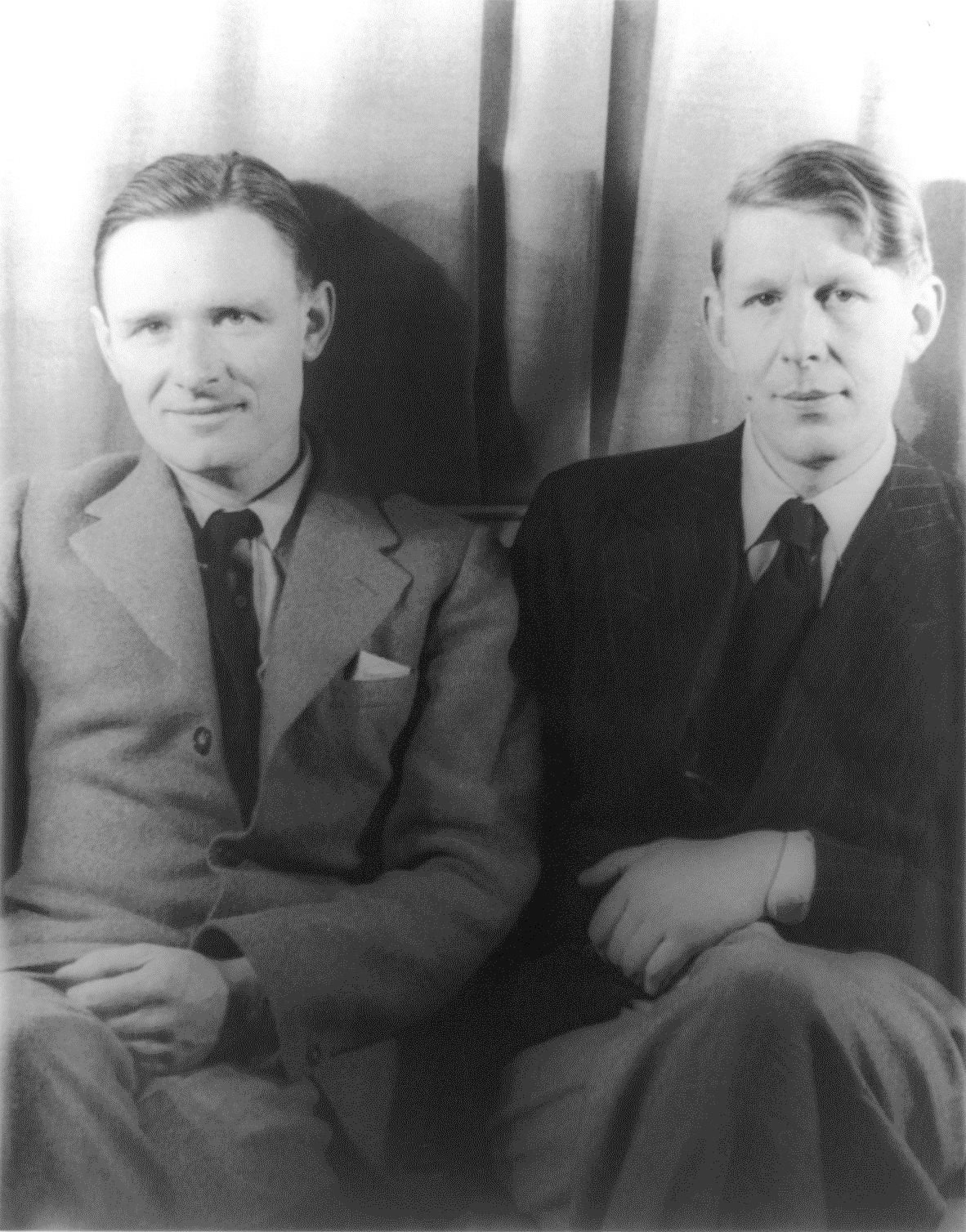
Christopher Isherwood (esquerra) i WH Auden (dreta) fotografiats per Carl Van Vechten, 6 de febrer de 1939

Auden i Isherwood van navegar a la ciutat de Nova York el gener de 1939, amb visats temporals. La seva sortida de Gran Bretanya va ser vista més tard per molts com una traïció, i la reputació d'Auden es va ressentir. L'abril de 1939, Isherwood es va traslladar a Califòrnia, i ell i Auden només es van veure de manera intermitent els anys posteriors. Al voltant d'aquesta època, Auden va conèixer el poeta Chester Kallman, que es va convertir en el seu amant durant els dos anys següents (Auden va descriure la seva relació com un matrimoni que va començar amb un viatge de "lluna de mel" a través del país).
El 1941 Kallman va acabar amb la seva relació sexual perquè no podia acceptar la insistència d'Auden en la fidelitat mútua, però ell i Auden van romandre companys durant la resta de la vida d'Auden, compartint cases i apartaments des de 1953 fins a la mort d'Auden. Auden va dedicar les dues edicions de la seva poesia recopilada (1945/50 i 1966) a Isherwood i Kallman.
Entre 1940 i 1941, Auden va viure en una casa al número 7 de Middagh Street a Brooklyn Heights, que compartia amb Carson McCullers, Benjamin Britten i altres, que es va convertir en un famós centre de la vida artística, sobrenomenada Febrer House. El 1940, Auden s'incorpora a l'Església episcopal, tornant a la comunió anglicana que havia abandonat als quinze anys. La seva reconversió va estar influenciada en part pel que va anomenar la santitat de Charles Williams, a qui havia conegut el 1937, i en part per la lectura de Søren Kierkegaard i Reinhold Niebuhr; el seu cristianisme existencial i mundial es va convertir en un element central de la seva vida.

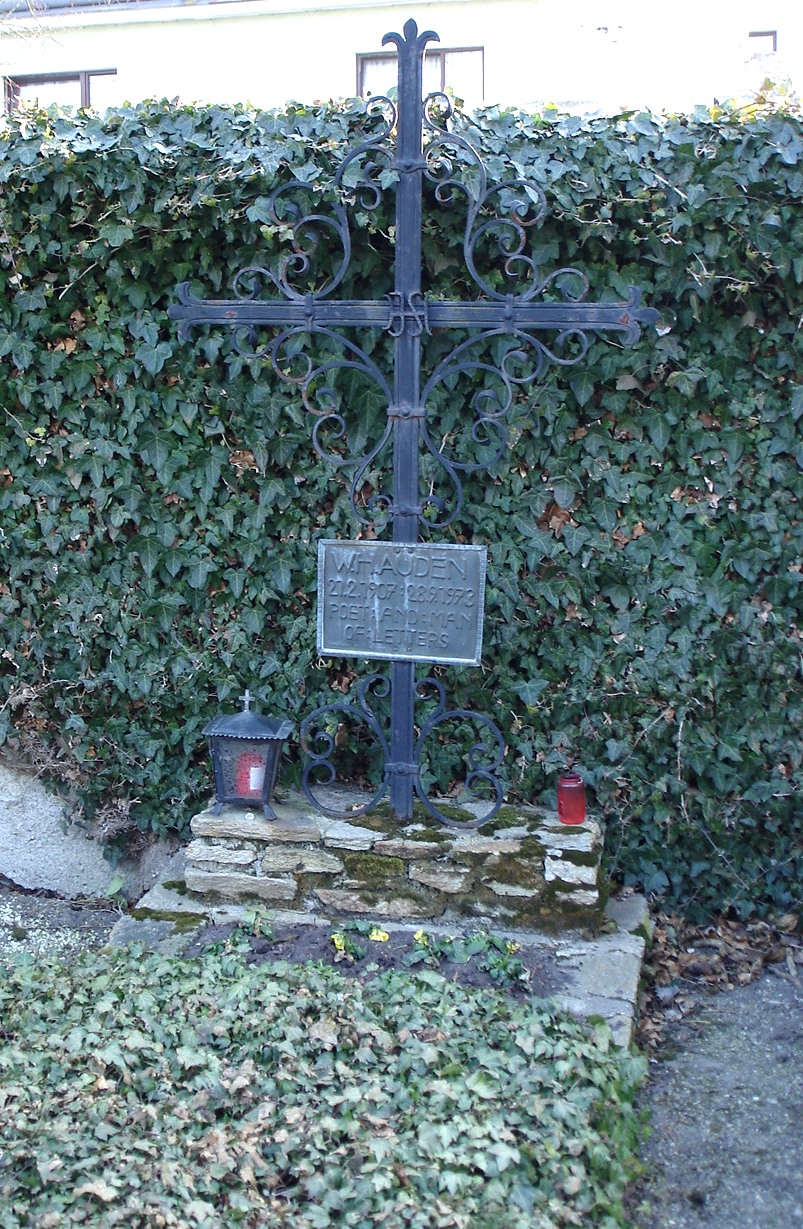
La tomba d'Auden a Kirchstetten (Baixa Àustria)

Després que Gran Bretanya declarés la guerra a Alemanya el setembre de 1939, Auden va dir a l'ambaixada britànica a Washington que tornaria al Regne Unit si fos necessari. Se li va dir que, entre els de la seva edat (32 anys), només calia personal qualificat. El 1941–42 va ensenyar anglès a la Universitat de Michigan. Va ser convocat per al reclutament a l'exèrcit dels Estats Units l'agost de 1942, però va ser rebutjat per motius mèdics. Havia rebut una beca Guggenheim per a 1942–43, però no la va utilitzar, i va optar per ensenyar a Swarthmore College el 1942–45.
A mitjans de 1945, un cop acabada la Segona Guerra Mundial a Europa, va estar a Alemanya amb l’US Strategic Bombing Survey, estudiant els efectes dels bombardeigs aliats sobre la moral alemanya, experiència que va afectar la seva tasca de postguerra ja que la seva visita a Espanya l'havia afectat. ell abans. Al seu retorn, es va establir a Manhattan, treballant com a escriptor autònom, professor a The New School for Social Research i professor visitant a Bennington, Smith i altres col·legis nord-americans. El 1946, es va convertir en un ciutadà naturalitzat dels EUA.
Entre 1956 i 1961, Auden va ser professor de poesia a la Universitat d'Oxford, on se li va obligar a donar tres conferències cada any. Aquesta càrrega de treball bastant lleugera li va permetre seguir passant l'hivern a Nova York, on vivia al 77 de St. Mark's Place a l'East Village de Manhattan, i passar l'estiu a Europa, passant només tres setmanes cada any donant conferències a Oxford. Va obtenir els seus ingressos principalment de lectures i visites de conferències, i escrivint per a The New Yorker, The New York Review of Books i altres revistes.
El 1963 Kallman va deixar l'apartament que compartia a Nova York amb Auden i va viure durant l'hivern a Atenes mentre continuava els estius amb Auden a Àustria. Auden va passar l'hivern de 1964-1965 a Berlín a través d'un programa d'artista en residència de la Fundació Ford.
Després d'uns anys de pressió pel seu amic David Luke, l'antic col·legi d'Auden, Christ Church, el febrer de 1972 li va oferir una casa de camp per viure-hi; va traslladar els seus llibres i altres possessions de Nova York a Oxford el setembre de 1972, mentre continuava passant els estius a Àustria amb Kallman. Només va passar un hivern a Oxford abans de morir el 1973.
Auden va morir als 66 anys d'una insuficiència cardíaca a l'hotel Altenburgerhof de Viena durant la nit del 28 al 29 de setembre de 1973, unes hores després de donar una lectura dels seus poemes per a la Societat Austríaca de Literatura al Palais Pálffy. Tenia la intenció de tornar a Oxford l'endemà. Va ser enterrat el 4 d'octubre a Kirchstetten, i a Londres es va col·locar una pedra commemorativa a l'abadia de Westminster un any després.

## Obra

### Obra poètica
- Vegeu Collected Poems, ed. Edward Mendelson
- Traduïda:
  - Poemes d'Auden. Trad. de Salvador Oliva. Barcelona: Bosch, 1978.
  - Horae canonicae. Trad. d'Eduard Feliu. Sant Boi: Mall, 1985.
  - Vint-i-set poemes. Trad. de Salvador Oliva. Barcelona: Quaderns Crema, 1995. Ed. bilingüe.
  - Tell me the truth about love - Digue'm la veritat sobre l'amor. Barcelona: Empúries, 1997.
  - W. H. Auden. Sabadell: Papers de Versàlia, 2014. ISBN 978-84-616-9149-4.

### Obra teatral
(Amb Christopher Isherwood)
- The Dog Beneath the Skin, 1935
- The ascent of the F6, 1936
- On the Frontier, 1938

### Obra crítica
- The Dyer's Hand
- The Prolific and the Devourer
- Lectures on Shakespeare

## Premis i reconeixements
- Premi austríac de literatura europea.